# Fuck World Trade
Fuck World Trade è il secondo album in studio del gruppo punk statunitense Leftöver Crack, pubblicato nel 2004.

## Tracce
1. Clear Channel (Fuck Off!) – 4:14
2. Life Is Pain – 4:37
3. Burn Them Prisons – 3:15
4. Gang Control (Morning Glory cover) – 2:42
5. Super Tuesday – 4:00
6. Via Sin Dios (featuring Anti-Flag) – 2:14
7. Feed the Children (Books of Lies) – 3:21
8. One Dead Cop – 3:39
9. Ya Can't Go Home – 3:14
10. Rock the 40 Oz. – 2:28
11. Soon We'll Be Dead (featuring The World/Inferno Friendship Society) – 5:35
12. Gringos Son Puercos Feos – 3:08
13. Operation: M.O.V.E. – 10:25